# Patricia Plattner

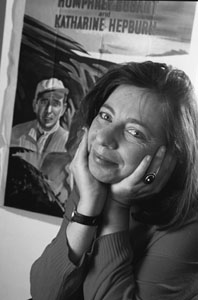
Patricia Plattner (1994), Foto: Erling Mandelmann

Patricia Plattner (* 22. Januar 1953 in Genf; † 5. September 2016 ebenda) war eine Schweizer Filmemacherin.

## Leben
Plattner machte ihre Reifeprüfung 1971 und schloss 1975 an der École Supérieure d’Art Visuel (ESAV) in Genf ab. Im Anschluss studierte sie, ebenfalls in Genf, Kunstgeschichte und Bildende Kunst. In den 1970er- und frühen 1980er-Jahren stellte sie an unterschiedlichen Orten inner- und ausserhalb der Schweiz aus, ein Stipendium führte sie 1979 nach Vancouver. Ihre Produktionsfirma Light Night Production SA gründete sie im Jahr 1985. In der Folge drehte und produzierte sie zahlreiche Filme, vor allem Dokumentationen. Porträts waren unter anderem dem Animationsfilmer Georges Schwizgebel, dem Schriftsteller Nicolas Bouvier oder dem Dirigenten Herbert von Karajan gewidmet. Dem Wiener Walzer spürte die Filmerin in Wien, Paris und Lima nach.
Plattners Spielfilmdebüt Piano Panier (1989) wurde im Internationalen Wettbewerb des Locarno Film Festival gezeigt. Die Regisseurin äusserte sich selbstkritisch zum in Portugal gedrehten Werk über eine Frauenfreundschaft: Sie hätte das Drehbuch gerne umgeschrieben und den Schnitt nochmals überarbeitet. In der Rezeption des Films war von der «Radikalität der Inszenierung» die Rede, von «Feingefühl» und von der «Hingabe, mit welcher die beiden Frauen betrachtet werden, so als ob sich die Welt nur um sie drehen würde». Weiter hiess es: «Die ziselierten Dialoge erinnern entfernt an die sanfte Ironie jener von Eric Rohmer.» «Die französisch-schweizerische Regisseurin Patricia Plattner will aufs Schöne hinaus», war im deutschen Tagesspiegel über Les petites couleurs (2002) zu lesen, in der Filmzeitschrift Schnitt wurde das «komische Element» des Films als «gelungen» hervorgehoben. In der Schweiz zog man Vergleiche zu Alain Tanner. In Plattners letztem Film Bazar (2009), präsentiert beim Festival International du Film Francophone in Namur, spielten Bernadette Lafont und Lou Doillon.
Bei den Solothurner Filmtagen (2000) gewann Plattner den Prix UBS, bei den Internationalen Grenzland-Filmtagen Selb (2010) den Publikumspreis für Bazar.
Von Seraina Rohrer wurde Patricia Plattner als «eine der Frauen, die den Schweizer Film nachhaltig geprägt haben» bezeichnet: «Im Realen und in der Fiktion gelang es ihr, Gefühlswelten ihrer Protagonistinnen und Protagonisten einzufangen und zu ergründen.» Als «einigende Klammer» in Plattners Schaffen galt «die Neugier auf fremde Kulturen und die Faszination des Reisens».
Lebensmittelpunkt von Patricia Plattner war seit den 1980er-Jahren Carouge. Die Cinémathèque suisse zeigte 2019 eine Rétrospective Patricia Plattner.

## Filme
- 1986: La dame de pique (Regie)
- 1989: Piano Panier ou La recherche de l’équateur (Regie und Drehbuch)
- 1990: Des tableaux qui bougent, Georges Schwizgebel (Regie)
- 1991: Le sismographe, la lune et le léopard, David Streiff (Regie)
- 1993: Le Hibou et la Baleine (Regie)
- 1994: Le Livre de cristal (Regie)
- 1996: Hôtel Abyssinie (Regie)
- 1997: Une histoire qui enjambe les Alpes (Regie)
- 1999: Made in India (Regie und Drehbuch)
- 1999: Maestro, Maestro (Regie)
- 2002: Les petites couleurs / Die Freundin der Friseuse (Regie)
- 2004, mit Laurent Aubert, Ravi Goplan Nair, Johnathan Watts: Les dieux ne meurent jamais (Regie)
- 2005: Carnets de valse: Vienne – Paris – Lima / Walzer Tagebücher. Wien – Paris – Lima (Regie und Drehbuch)
- 2009: Bazar (Regie und Drehbuch)